# Carolina García Otero
Carolina García Otero (Pontevedra, 23 de noviembre de 1999) es una deportista española que compite en piragüismo en la modalidad de aguas tranquilas.
Ganó una medalla de bronce en el Campeonato Mundial de Piragüismo de 2023, en la prueba de K4 500 m. Participó en los Juegos Olímpicos de París 2024, ocupando el sexto lugar en la misma prueba.
Estudió el grado de Biomedicina en la Universidad de Sevilla.

## Palmarés internacional
| Campeonato Mundial | Campeonato Mundial   | Campeonato Mundial | Campeonato Mundial |
| Año                | Lugar                | Medalla            | Competición        |
| ------------------ | -------------------- | ------------------ | ------------------ |
| 2023               | Duisburgo (Alemania) | Medalla de bronce  | K4 500 m           |